# Earthman Skanking
A Earthman Skanking Lee „Scratch” Perry 2003-as reggae/dub válogatásalbuma.

## Számok
1. Set the Free – 2:29
2. Water Pump – 2:51
3. Stay Red – 2:03
4. Labrish – 3:24
5. Power to the Children – 3:01
6. Run for Cover – 2:46
7. Doctor on the Go – 3:57
8. Bless the Weed – 2:40
9. Wind Up Doll – 2:57
10. You Funny – 2:13
11. Thanks We Get – 2:35
12. Iron Claw – 2:50
13. Woman's Dub – 3:28
14. Bush Weed – 3:43
15. People Weird [Dub] – 2:54